# Euprepis
El género Euprepis es un género obsoleto de escíncidos perteneciente a la subfamilia Lygosominae, donde se desglosan una serie de especies que con anterioridad pertenecían al género Mabuya. Estas especies pueden ser encontradas en Asia. En el año 2004, el Dr Andreas Schmidt realizó cambios taxonómicos en este grupo, creando cuatro géneros a partir de Mabuya. Estos cambios agrupan a las especies, basándose en la distribución geográfica de las especies, reasignando especies a nuevos géneros. Los nuevos géneros creados fueron los siguientes:
- Chioninia es el género para las especies de Cabo Verde.
- Euprepis es el género para las especies africanas.
- Eutropis es el género para las especies Asiáticas.
- Mabuya es el género remanente a utilizar en las especies de Sudamérica.

## Especies y subespecies del géneroEuprepis
- Euprepis acutilabris, Wedge-Snouted Skink
- Euprepis affinis
- Euprepis albilabris, White-Lipped Skink
- Euprepis angolensis,
- Euprepis aurata
- Euprepis aureopunctata,
- Euprepis bayonii, Bayon's Skink
- Euprepis bensonii,
- Euprepis betsileana
- Euprepis binotata, Ovambo Tree Skink
- Euprepis bocagii
- Euprepis boettgeri
- Euprepis boulengeri, Boulenger's Skink
- Euprepis brauni, Ukinga Mountain Skink
- Euprepis brevicollis, Short-Necked Skink
- Euprepis breviparietalis
- Euprepis buettneri
- Euprepis capensis, Cape Skink
- Euprepis chimbana, Chimba Skink
- Euprepis comorensis, Comores Island Skink
- Euprepis depressa, Eastern Coastal Skink
- Euprepis dumasi
- Euprepis elegans
- Euprepis ferrarai
- Euprepis gravenhorstii, Madagascar Jungle Skink
- Euprepis hemmingi
- Euprepis hildae
- Euprepis hildebrandtii
- Euprepis hoeschi, Hoesch's Skink
- Euprepis homalocephala, Red-Sided Skink
- Euprepis infralineata
- Euprepis irregularis, Alpine-Meadow Skink
- Euprepis ivensii
- Euprepis lacertiformes, Bronze Rock Skink
- Euprepis laevis, Angolan Blue-Tailed Skink
- Euprepis lavarambo
- Euprepis maculilabris, Speckle-Lipped Skink
- Euprepis madagascariensis
- Euprepis margaretifera, Five-Lined/Rainbow Skink
- Euprepis megalura, Grass-Top/Long-Tailed Skink
- Euprepis mekuana
- Euprepis nancycoutuae, Nancy Coutu's Skink
- Euprepis occidentalis, Western Three-Striped Skink
- Euprepis pendeana
- Euprepis perrotetii, Fire-Sided Skink
- Euprepis planifrons, Tree Skink
- Euprepis polytropis
- Euprepis quinquetaeniata, Five-Lined Skink
- Euprepis rodenburgi
- Euprepis seychellensis
- Euprepis socotrana
- Euprepis spilogaster, Kalahari Tree Skink
- Euprepis striata, Striped Skink
- Euprepis sulcata, Western Rock Skink
- Euprepis tandrefana
- Euprepis tavaratra
- Euprepis tessellata
- Euprepis varia, Variable Skink
- Euprepis variegata, Variegated Skink
- Euprepis vato
- Euprepis vezo
- Euprepis vittata, Bridled Skink
- Euprepis volamenaloha
- Euprepis wingati
- Euprepis wrightii